# 高斯差
在计算机视觉中，高斯差（英語：Difference of Gaussians，简称）是一种将一个原始灰度图像的模糊图像从另一幅灰度图像进行增强的算法，通过DOG以降低模糊图像的模糊度。这个模糊图像是通过将原始灰度图像经过带有不同标准差的高斯核进行卷积得到的。用高斯核进行高斯模糊只能压制高频信息。从一幅图像中减去另一幅可以保持在两幅图像中所保持的频带中含有的空间信息。这样的话，DOG就相当于一个能够去除除了那些在原始图像中被保留下来的频率之外的所有其他频率信息的带通滤波器。

## 数学原理

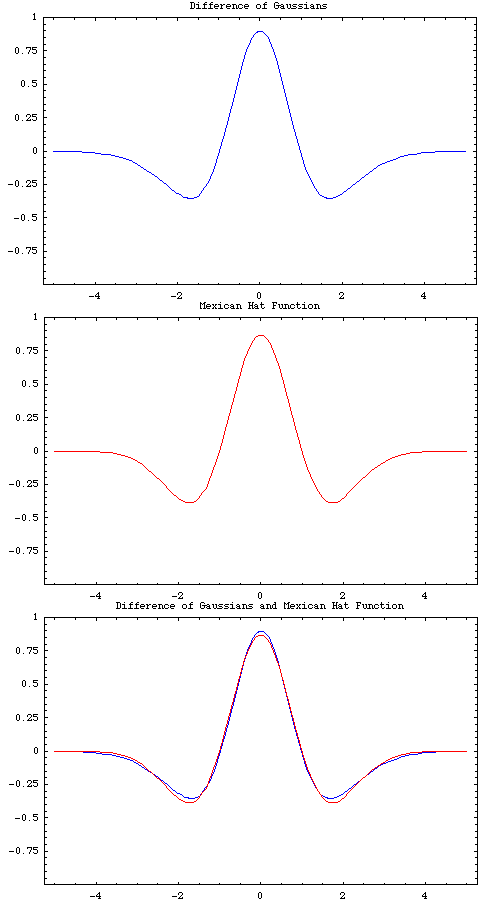
高斯差与墨西哥帽小波的比较

DOG是一个空总额的小波母函数，它从一个窄高斯减去一个宽高斯，是墨西哥帽小波的一个近似。一维情况下它的定义公式如下：
{\displaystyle f(x;\mu ,\sigma _{1},\sigma _{2})={\frac {1}{\sigma _{1}{\sqrt {2\pi }}}}\,\exp \left(-{\frac {(x-\mu )^{2}}{2\sigma _{1}^{2}}}\right)-{\frac {1}{\sigma _{2}{\sqrt {2\pi }}}}\,\exp \left(-{\frac {(x-\mu )^{2}}{2\sigma _{2}^{2}}}\right).}
在二维的情况下（参见高斯模糊）：
{\displaystyle f(u,v,\sigma )={\frac {1}{2\pi \sigma ^{2}}}\exp ^{-(u^{2}+v^{2})/(2\sigma ^{2})}-{\frac {1}{2\pi K^{2}\sigma ^{2}}}\exp ^{-(u^{2}+v^{2})/(2K^{2}\sigma ^{2})}}

## 细节及应用
作为一个增强算法，DOG可以被用来增加边缘和其他细节的可见性，大部分的边缘锐化算子使用增强高频信号的方法，但是因为随机雜訊也是高频信号，很多锐化算子也增强了雜訊。DOG算法去除的高频信号中通常包含了随机雜訊，所以这种方法是最适合处理那些有高频雜訊的图像。这个算法的一个主要缺点就是在调整图像对比度的过程中信息量会减少。
当它被用于图像增强时，DOG算法中两个高斯核的半径之比通常为4:1或5:1。当设为1.6时，即为高斯拉普拉斯算子的近似。高斯拉普拉斯算子在多尺度多分辨率像片。用于近似高斯拉普拉斯算子两个高斯核的确切大小决定了两个高斯模糊后的影像间的尺度。
DOG也被用于尺度不变特征变换中的斑点检测。事实上，DOG算法作为两个多元正态分布的差通常总额为零，把它和一个恒定信号进行卷积没有意义。当K约等于1.6时它很好的近似了高斯拉普拉斯变换，当K约等于5时又很好的近似了视网膜上神经节细胞的视野。它可以很好的作为一个实时斑点检测算子和尺度选择算子应用于递归程序。

## 更多信息
在DOG算法中，它被认为是在模拟视网膜上的神经从影像中提取信息从而提供给大脑。

## 其他
- 马尔-希尔德雷斯算法（英语：Marr–Hildreth algorithm）
- 斑点检测中的DOG算法（英语：Blob_detection#The_difference_of_Gaussians_approach）
- 斑点检测
- 尺度空间（英语：Scale space）
- 尺度不變特徵轉換
- “边缘检测及高斯相关数学” （页面存档备份，存于）－爱丁堡大学Bryan.S.Morse的笔记